# Auengrund
Auengrund est une commune allemande indépendante de Thuringe située dans l'arrondissement de Hildburghausen. La commune été formée en 1996 par la réunion de six anciennes communes.

## Géographie

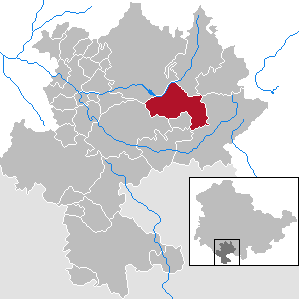
Situation de la ville (en rouge) dans l'arrondissement de Hildburghausen

Auengrund est située dans l'est de l'arrondissement, au sud-ouest des Monts de Thuringe. Son point culminant est situé à l'Eselberge, à 842 m d'altitude. Le siège de la commune est situé dans le village de Crock, à 14 km à l'est de Hildburghausen, le chef-lieu de l'arrondissement.
La commune est formée des six villages suivants : Brattendorf (840 habitants), Crock (970 habitants), Merbelsrod, Oberwind, Schwarzbach, Poppenwind et Wiedersbach. Elle administre aussi la commune de Brünn.
Communes limitrophes (en commençant par le nord et dans le sens des aiguilles d'une montre) : Schleusingen, Nahetal-Waldau, Schleusegrund, Masserberg, Eisfeld, Veilsdorf, Brünn et Hildburghausen.

## Histoire

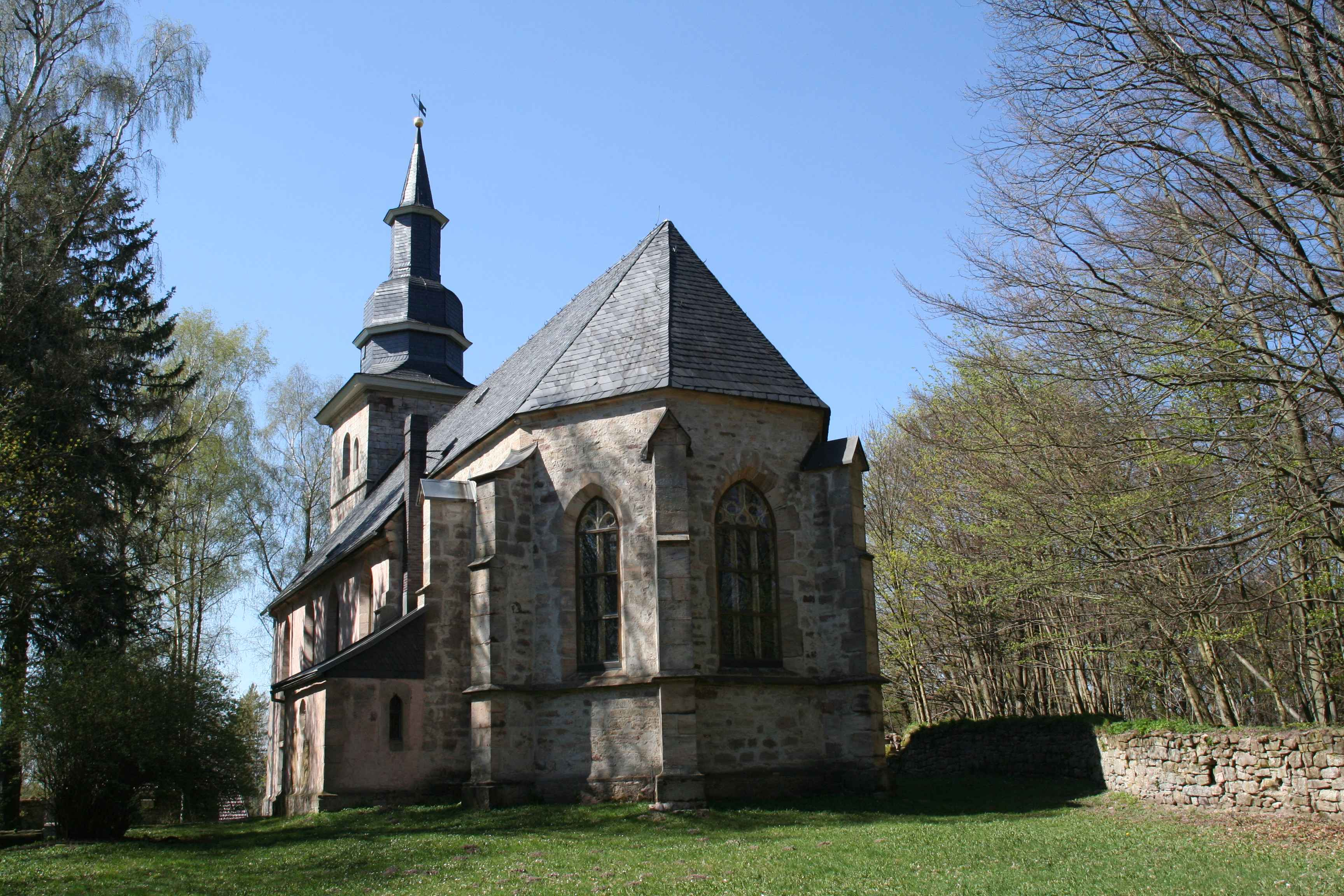
L'église de Crock

La première mention du village de Brattendorf date de 1300. Siège d'une seigneurie au cours du Moyen Âge, le village est ruiné pendant la Guerre de Trente Ans (il ne reste que deux habitants en 1645).
Crock est cité en 1152 sous le nom de Cracte. Crock est à moitié détruit pendant la Guerre de Trente Ans. Au XVIIIe siècle, on y exploite des mines de fer et de houille, exploitation qui cesse au début du XXe siècle.
Merbelsrod est cité en 1330, Oberwind en 1323, Schwarzbach en 1317, Poppenwind en 1288 et Wiedersbach en 1304.
En 1400, un château existe dans le village de Schwarzbach, il est transformé en brasserie en 1720, brasserie toujours active de nos jours. Dès le XVIe siècle, l'église paroissiale devient un lieu de pèlerinage.
Les différents villages faisant partie des possessions du duché de Saxe-Meiningen, ils sont intégrés au cercle de Hildburghausen, excepté celui de Wiedersbach, qui ressort du cercle de Schleusingen, car appartenant au royaume de Prusse (province de Saxe).
De 1890 à 1974, le village de Schwarzbach a été desservi par la ligne de chemin de fer à voie étroite Eisfeld-Schönbrunn.
La commune est occupée en 1945 par les troupes américaines qui cèdent la place en juillet aux Russes. Les différentes communes intègrent alors la Zone d'occupation soviétique puis en 1949, la République démocratique allemande (RDA) dans l'arrondissement de Hildburghausen.
Après la réunification de 1989, elles rejoignent en 1994 le land de Thuringe recréé et l'arrondissement de Hildburghausen et, en 1996, la nouvelle commune d'Auengrund est formée.

## Démographie

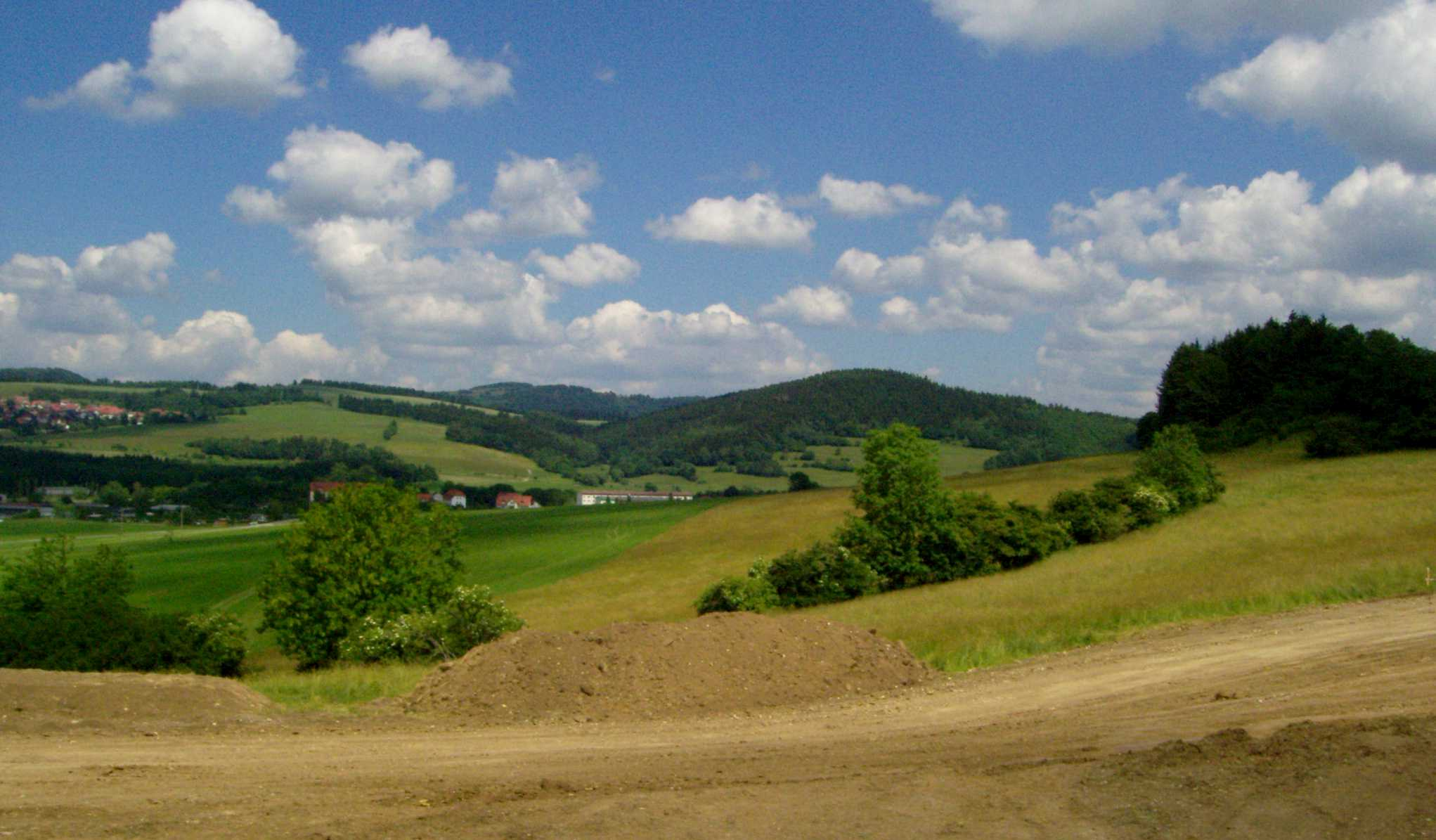
Le paysage d'Auengrund

Commune d'Auengrund dans ses dimensions actuelles :
| 1910  | 1933  | 1939  | 2000  | 2005  | 2011  |
| ----- | ----- | ----- | ----- | ----- | ----- |
| 3 133 | 3 342 | 3 285 | 3 534 | 3 388 | 3 133 |

## Politique
Le bourgmestre d'Ummerstadt élu en 2009 est Mme Petra Gnepper sur une liste indépendante.
Aux élections municipales du 7 juin 2009, les résultats obtenus ont été les suivants :
| Parti                | Nombre de conseillers | Pourcentage de voix |
| -------------------- | --------------------- | ------------------- |
| Freie Wahler         | 5                     | 30,3 %              |
| CDU                  | 3                     | 22,5 %              |
| FFw Shwarzbach       | 2                     | 13,7 %              |
| WG Vereine Auengrund | 2                     | 12,2 %              |
| HL Brattendorf       | 2                     | 11,2 %              |
| Die Linke            | 2                     | 10,0 %              |

## Communications

### Routes
La commune est traversée par l'autoroute A73 Suhl-Nuremberg (sortie no 5 Eisfeld-nord) et par la route nationale B4 (ou L3004) Erfurt-Suhl-Cobourg.
La route K526 relie Crock, Brünn et Eisfeld et la K523 Brattenrod et Waldau.